# Czobor Béla
Czobor Béla István (Székesfehérvár, 1852. május 9. – Budapest, 1904. január 13.) művészettörténész, a Magyar Tudományos Akadémia tagja.

## Életpályája
Apja Czempert István, anyja Tomsits Johanna. A Czompert nevet 1871-ig viselte.
Egyházi pályára lépett, 1875-ben szentelték pappá. 1876-tól a Magyar Nemzeti Múzeum régiségtárának segédőre volt. 1886-tól Nagyváradon két éven át a püspöki papnevelő intézet igazgatója és az egyházi archeológia tanára volt. 1889-ben lett a Műemlékek Országos Bizottságának előadója; ebben a minőségében hat fontosabb kiállítást szervezett.  1880 és 1887 között szerkesztette az Egyházművészeti Lapok című folyóiratot. 1897-től egyetemi nyugalmazott rendkívüli tanár.

## Tudományos címei
- 1881-től a Magyar Tudományos Akadémia levelező tagja, 1899-től rendes tagja volt.

## Kutatási területe
Elsősorban a középkori művészettel, egyházi műemlékekkel, egyházi iparművészettel és keresztény régészettel foglalkozott.

## Főbb művei
- Magyarország világi és egyházi hatóságai kiadott pecséteinek jegyzéke (Pest, 1872);
- A középkori egyházi művészet kézikönyve, Henrik Otte nyomán (Bp., 1875);
- A keresztény műarcheológia encyclopaediája (I-II:, Bp., 1880-83);
- Magyarország történeti emlékei az 1896. évi ezredéves orsz. kiállításon (I-X. füz., Bp., 1898-99). Online
- A magyar szentkorona és a koronázási jelvények. Népiratkák 64., Szent István Társulat, 1893

## Emlékezete

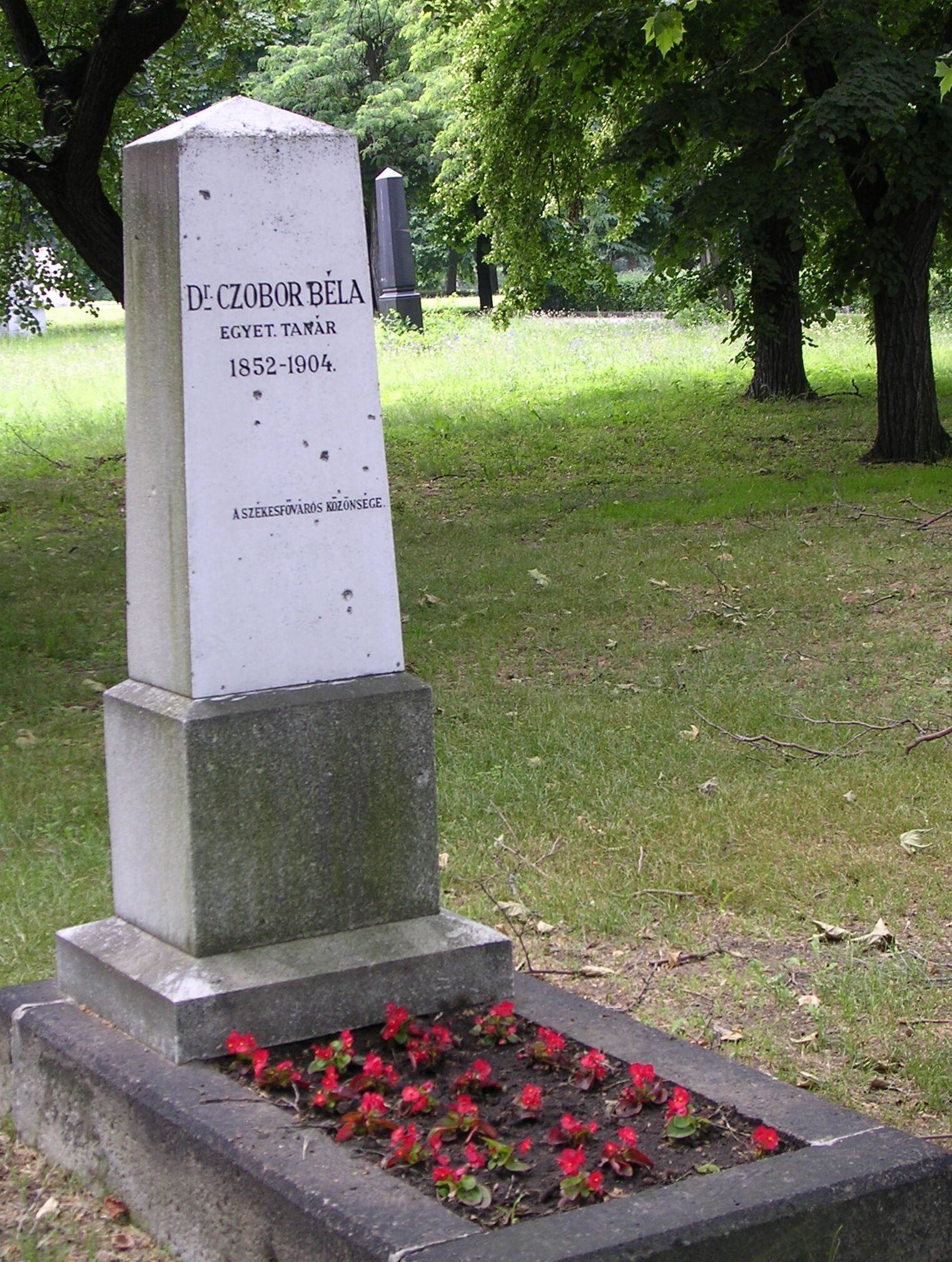
Sírja a Fiumei úti sírkertben, 2004

- Sírja Budapesten a Fiumei úti temetőben található (29/2, N/A, 1,  32).[4] Sírjára gyűjtést szerveztek.[5]
- Békefi Remig: Emlékbeszéd Czobor Béla felett (MTA Emlékbeszédek, Bp., 1905).